# Heracó
Heracó (Heracon, Ἡράκων) fou un oficial militar grec al servei d'Alexandre el Gran, que juntament amb Cleandre i Sitalces va rebre el comandament de la Mèdia on van substituir com a governador (sàtrapa) a Parmeni que havia estat executat per ordre d'Alexandre (330 aC). Com altres governadors van permetre nombrosos excessos durant l'absència del rei. Entre altres fets fou el culpable del saqueig del temple de Susa. Quan Alexandre va tornar, el va acusar d'això i el va fer executar (325 aC).